# Pietro Gravina
Pietro Gravina (Montevago, 16 dicembre 1749 – Palermo, 6 dicembre 1830) è stato un cardinale e arcivescovo cattolico italiano.

## Biografia

### I primi anni
Pietro Gravina a Montevago il 16 dicembre 1749 da una famiglia di discendenza spagnola, esponente di spicco del patriziato di Palermo. Figlio di Giovanni Gravina Moncada, duca di San Michele, III duca di Montevago e Grande di Spagna, ed Eleonora Napoli di Montaperto, dei principi di Resuttana Monteleone. Battezzato il 26 dicembre 1749. Suo fratello Federico Carlo, grand'ammiraglio, comandò la flotta spagnola nella battaglia di Trafalgar nel 1805 ove venne gravemente ferito, mentre suo fratello Gabriele fu vescovo di Catania e poi cappellano maggiore del Regno delle Due Sicilie.
Educato al Seminario Teatino di Palermo, passò poi al Collegio Clementino di Roma ove si laureò nel 1769 in filosofia con una tesi dal titolo "Praepositiones philosophicae". Si addottorò inoltre utroque iure all'Università La Sapienza di Roma per poi entrare alla Pontificia Accademia dei Nobili Ecclesiastici ove studiò diplomazia; completò la sua formazione giuridica lavorando per tre anni con l'avvocato Antonio Maria Gasparri. Ricevette gli ordini minori a Palermo il 7 settembre 1778.
Divenuto Referendario del Tribunale della Segnatura Apostolica il 5 aprile 1781, divenne protonotario apostolico non partecipante. Governatore della Città di Castello dal 9 luglio 1783, divenne governatore di Fano dal 25 febbraio 1785 e di Jesi dal 30 maggio 1789. Divenne governatore di Spoleto il 13 agosto 1790.
Venne ordinato sacerdote il 7 aprile 1792 e fu poi governatore di Ancona dal 25 gennaio 1793 al 7 marzo 1794, con la nomina in quello stesso anno di protonotario apostolico ad honorem.

### L'elezione ad arcivescovo
Eletto arcivescovo titolare di Nicea il 12 settembre 1794, venne consacrato il 14 settembre successivo nella chiesa di Sant'Andrea di Monte Cavallo, a Roma, per mano del cardinale Francesco Saverio de Zelada, segretario di Stato, assistito da Nicola Buschi, arcivescovo titolare di Efeso, e da Michele Di Pietro, vescovo titolare di Isauriopoli. Nominato nunzio apostolico in Svizzera dal 16 settembre 1794, rimase in carica sino al 1800 pur avendo lasciato Lucerna già dal 1798 a causa dell'avanzata delle truppe francesi del Direttorio. Nel 1799 cercò rifugio a Costanza e poi nei territori degli Asburgo col nunzio Annibale Sermattei della Genga (futuro papa Leone XII), sino a giungere a Monaco di Baviera.
Richiamato a Roma dopo la prima restaurazione del governo papale, venne nominato consultore della Sacra Consulta per le Indulgenze nel 1802. Nunzio apostolico in Spagna dal 1º marzo 1803, rimase in tale carica sino alla sua promozione al cardinalato. Nel 1812-1813 fu in conflitto con la Junta de Cádiz e col cardinale Luis María de Borbón y Vallabriga, arcivescovo di Toledo e primate di Spagna, per la difesa dei privilegi degli ecclesiastici e la soppressione del tribunale dell'inquisizione, motivi che gli costarono l'esilio in Portogallo nel luglio del 1813; tornò a Madrid nel luglio del 1814, dopo la restaurazione di re Ferdinando VII. Lasciò la capitale spagnola definitivamente il 5 luglio 1817.

### Il cardinalato
Papa Pio VII lo elevò al rango di cardinale nel concistoro dell'8 marzo 1816 ed il 15 novembre 1817 ricevette la berretta cardinalizia ed il titolo di San Lorenzo in Panisperna. Il 10 luglio 1816 venne nominato arcivescovo di Palermo da re Ferdinando I delle Due Sicilie e venne preconizzato dal papa il 23 settembre di quello stesso anno. Entrò nella sua sede nella primavera del 1818. Dopo la rivoluzione siciliana del 1820, esercitò le funzioni di luogotenente generale del regno dal 6 aprile 1821 al 10 luglio 1821.

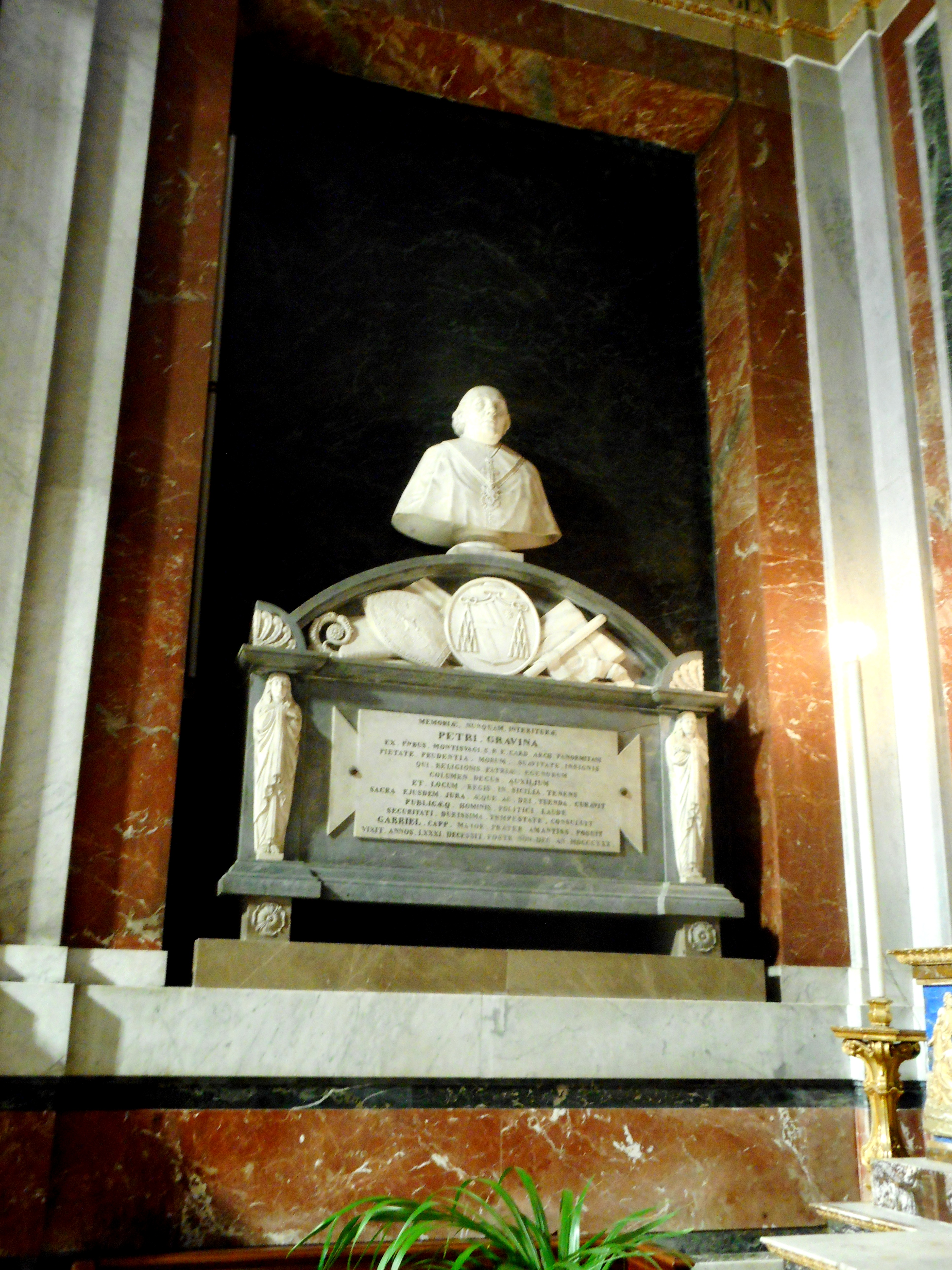
Tomba del Cardinale Pietro Gravina nella Cattedrale di Palermo

Partecipò al conclave del 1823 che elesse Leone XII (dal quale venne poi nominato maggiordomo maggiore onorario) e a quello del 1829 che elesse Pio VIII.
Per la cittadina di Montevago, feudo di famiglia, commissionò la collegiata, all'interno della chiesa madre ampliata dall'architetto Emmanuele Palazzotto tra il 1822 e il 1829, sempre su suo incarico. Entrambe furono distrutte con il terremoto del Belice nel 1968.
Allo stesso architetto Palazzotto affidò il rifacimento neomedievalista dei campanili sul palazzo arcivescovile di Palermo nel 1826.
Morì il 6 dicembre 1830 all'età di 81 anni. La sua salma venne esposta nella cattedrale metropolitana di Palermo, all'interno di un catafalco progettato dal Palazzotto, e fu sepolta nella stessa chiesa con un monumento funebre ancora del medesimo architetto.

## Genealogia episcopale e successione apostolica
La genealogia episcopale è:
- Cardinale Scipione Rebiba
- Cardinale Giulio Antonio Santori
- Cardinale Girolamo Bernerio, O.P.
- Arcivescovo Galeazzo Sanvitale
- Cardinale Ludovico Ludovisi
- Cardinale Luigi Caetani
- Cardinale Ulderico Carpegna
- Cardinale Paluzzo Paluzzi Altieri degli Albertoni
- Papa Benedetto XIII
- Papa Benedetto XIV
- Papa Clemente XIII
- Cardinale Francesco Saverio de Zelada
- Cardinale Pietro Gravina

La successione apostolica è:
- Vescovo Michele de Vincenti (1817)
- Arcivescovo Paolo Filipponi (1818)
- Vescovo Giovanni Baptist Maria Angelini (1826)
- Vescovo Pietro Tasca (1826)
- Vescovo Giovanni Battista Bagnasco (1828)
- Vescovo Ignazio Cafisi (1830)